# 藤谷真由香
藤谷 真由香（ふじたに まゆか、5月16日）は、日本のフリーアナウンサー、客室乗務員。K・A・Oプロダクション所属。兵庫県出身。

## 出演
- セオリーのスポーツ数珠つなぎ（2020年4月5日 - 2023年9月24日、ラジオ関西） - アシスタント[1]